# Tommy Jaud
Tommy Jaud (Schweinfurt, Alemania; 16 de julio de 1970) es un escritor independiente, guionista alemán además de colaborar para diferentes producciones de televisión.

## Biografía
Tras terminar la selectividad, Tommy Jaud realizó el periodo de objeción de conciencia en una escuela infantil, después inició sus estudios de Filología Alemana en la Universidad de Bamberg. Mientras estudiaba trabajó como locutor para su propio programa en la emisora Antenne Thüringen y como colaborador para el programa de televisión Harald Schmidt Show. Abandona los estudios antes de terminarlos y se traslada a vivir a la ciudad de Colonia. Allí trabajó como productor creativo para una comedia televisiva llamada Ladykracher y como jefe de redacción para Wochenshow en el programa Sat.1. Jaud también escribió guiones para la serie de televisión LiebesLeben.

## Obra
Los libros que Jaud ha escrito son:
- Vollidiot (Argon Verlag, 2005)
- Resturlaub (Argon Verlag, 2006)
- Millionär (Argon Verlag, 2007)

Christoph Maria Herbst locutó dos libros de Jaud en audiolibros, exactamente Vollidiot y Resturlaub.
Su libro Vollidiot se adaptó al cine en 2006, la película fue protagonizada por Oliver Pocher y Anke Engelke y fue dirigida por Tobi Baumann. Se estrenó en los cines el 12 de abril de 2007. El guion de dicha película fue escrito por completo por Tommy Jaud; con Engelke y Baumann trabajaron juntos en Ladykracher. También su otro libro Resturlaub, se ha adaptado al cine y en estos momentos se está filmando, se estrenará en los cines a finales de 2009.
El 18 de diciembre de 2008 en el programa Sat.1 se mostró el segundo trabajo del equipo Jaud/Baumann: Zwei Weihnachtsmänner con Cristoph Maria Herbst y Bastian Pastewka.
A finales de 2009 sacará su último libro que se llamará Geheimprojekt ohne Füße auf dem Cover.
El autor describe su obra como «zum Lesen Fernsehen» («televisión de lectura»). Se le ocurrió esta idea, antes de ser un autor, ya que en esencia, solo se había trabajado en guiones de televisión
- Datos: Q95465
- Multimedia: Tommy Jaud / Q95465